# Anomala melitta
Anomala melitta är en skalbaggsart som beskrevs av Ohaus 1923. Anomala melitta ingår i släktet Anomala och familjen Rutelidae. Inga underarter finns listade i Catalogue of Life.